# 蒂勒 (上加龙省)
蒂勒（法語：Thil，法語發音：[til] ⓘ）是法国上加龙省的一个市镇，属于图卢兹区。

## 地理
蒂勒（43°42'44"N, 1°9'38"E）面积23.68 平方千米，位于法国奧克西塔尼大區上加龙省，该省份为法国西南部内陆省份，西南端与西班牙接壤，自此顺时针与上比利牛斯省、热尔省、塔恩-加龙省、塔恩省、奥德省和阿列日省接壤。
与蒂勒接壤的市镇（或旧市镇、城区）包括：洛纳克、贝勒加德圣玛丽、布雷克斯、勒卡斯泰拉、加拉克、勒格雷、芒维尔、佩勒波尔、拉拉。

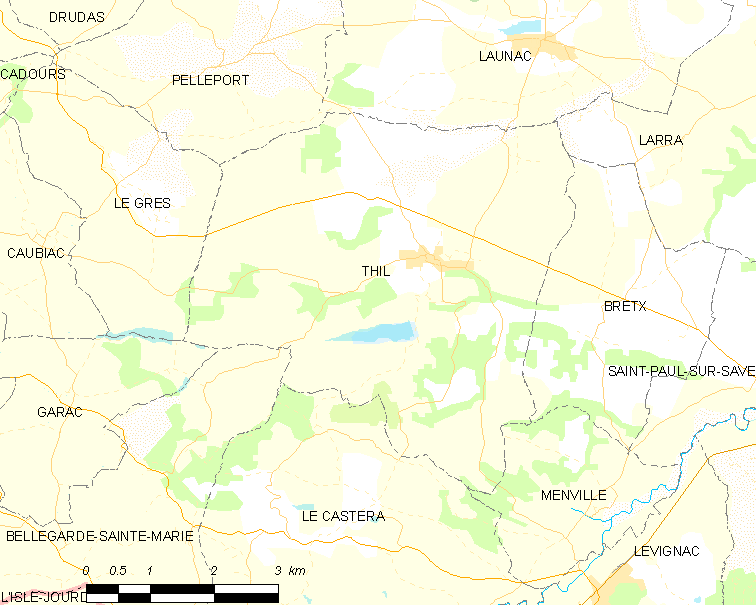
的OSM定位图

蒂勒的时区为UTC+01:00、UTC+02:00（夏令时）。

## 行政
蒂勒的邮政编码为31530，INSEE市镇编码为31553。

## 政治
蒂勒所属的省级选区为莱格万县。

## 人口

1962-2008年间人口变化图示

蒂勒于2022年1月1日时的人口数量为1121人。